# Харипунчая
Харипунчайя, или Харипунджайя (тайск. หริภุญชัย) — государство народа Монов на территории современного Северного Таиланда, существовавшее с VII или VIII по XIII века нашей эры. Его столица находилась в Лампхуне, который в то время также назывался Харипунджая. В 1292 году город был осажден и захвачен Менграем из государства Ланна.

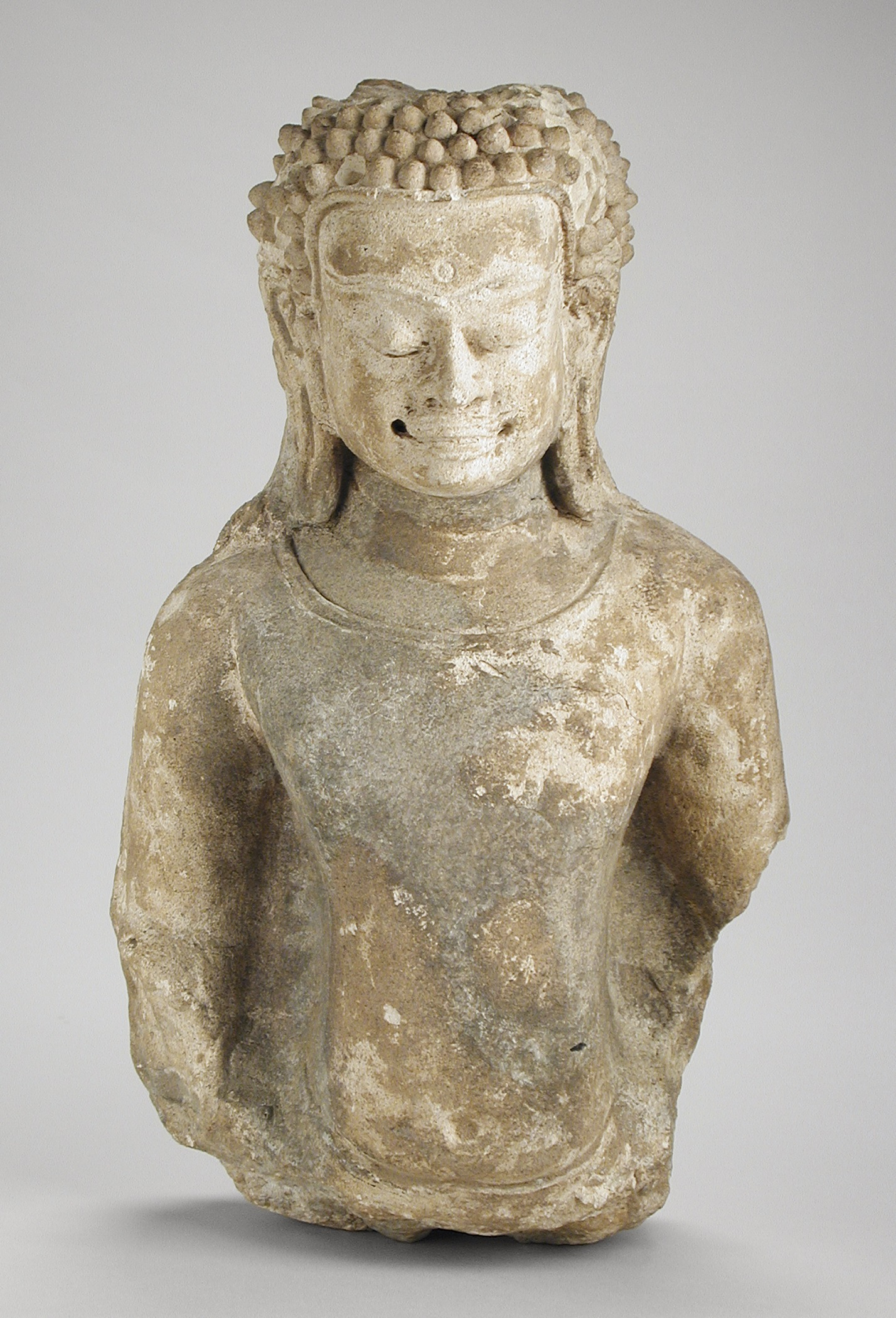
Харипунчайская статуя Будды Шакьямуни, датируемая 12–13 веками

## Правители
Тамнан Харипхунчайя в своей Истории Королевства Харипунчайя перечисляет следующих правителей королевства:
- Camadevi[англ.], 662—669
- Hanayos, 669—749
- Kumanjaraj, 749—789
- Rudantra, 789—816
- Sonamanjusaka, 816—846
- Samsara, 846—856
- Padumaraj, 856—886
- Kusadeva, 886—894
- Nokaraj
- Dasaraj
- Gutta
- Sera
- Yuvaraj
- Brahmtarayo
- Muksa
- Traphaka
- Uchitajakraphad (King of Lavo)
- Kampol
- Jakaphadiraj (King of Atikuyaburi)
- Vasudev
- Yeyyala
- Maharaj (King of Lampang)
- Sela
- Kanjana
- Chilanka
- Phunthula
- Ditta
- Chettharaj
- Jeyakaraj
- Phatijjaraj
- Thamikaraj
- Ratharaj
- Saphasith
- Chettharaj
- Jeyakaraj
- Datvanyaraj
- Ganga
- Siribun
- Uthen
- Phanton
- Atana
- Havam
- Trangal, 1195—1196
- Yotta, 1196—1270
- Yip, 1270—1292